# シナプスオーガナイザー
シナプスオーガナイザーとは、細胞生物学において、シナプス形成を担う活性をもつ分子を呼ぶ。

## 解説
シナプスオーガナイザーは、シナプス後部で合成され、シナプス前部の特異的受容体に対して逆行性に働き、その分化を誘発する中枢シナプス。
シナプスオーガナイザーとして、FGF（繊維芽細胞増殖因子）やWnt7aが見出されている。
FGF欠損マウスではシナプス前部においてシナプス小胞の集積が障害される。
また、シナプス前部から後部に対して順行性に働きかけるシナプスオーガナイザーとして、神経ペントラキシンファミリー分子（NPTX1，NPTX2，NPTXR）が報告された。
これらの分子はAMPA受容体の細胞外部分に結合する。